# Kevin O’Donnell (Schriftsteller)

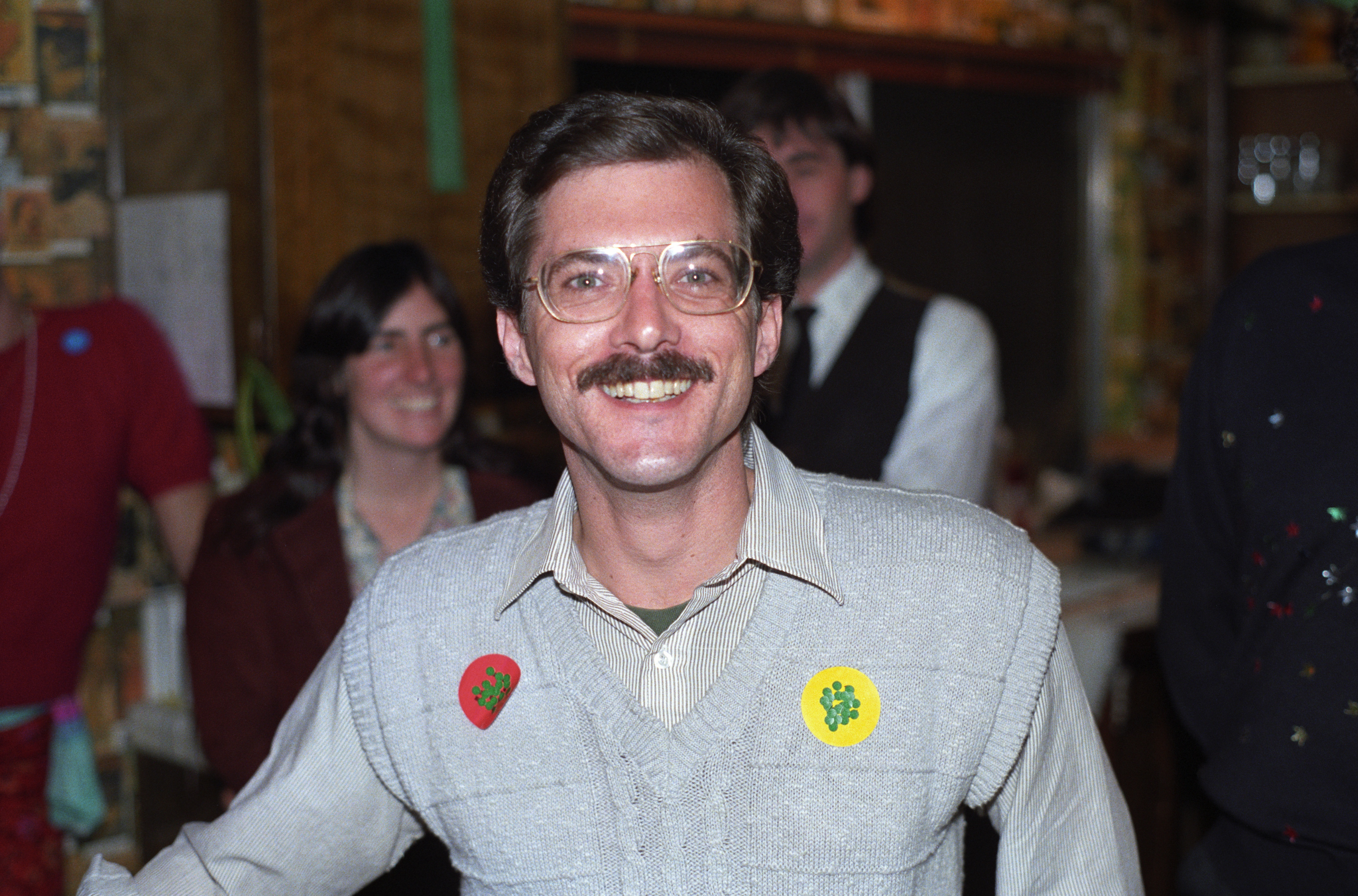
Kevin O’Donnell 1986

Kevin O’Donnell (geboren am 29. November 1950 in Cleveland, Ohio; gestorben am 7. November 2012 in Campbell, Ohio) war ein amerikanischer Science-Fiction-Autor.

## Leben
O’Donnell war der Sohn von Kevin O’Donnell Sr. und Margaret Ann O’Donnell. Er wuchs als ältestes von acht Geschwistern in Cleveland und Fairview Park auf. Nach dem Tod seiner Mutter 1965 heiratete der Vater erneut und übernahm 1966 die Position des Leiters des US-Friedenscorps in Korea, weshalb die Familie für vier Jahre nach Seoul zog, wo O’Donnell die Seoul Foreign School besuchte. Nach seinem Abschluss 1968 ging er an die Yale University, wo er Sinologie studierte und 1972 den Bachelor erwarb. Während seines Studiums lernte er die chinesisch-amerikanische Studentin Kim Tchang kennen, die er 1974 heiratete. Er arbeitete zunächst als Lehrer für Englisch am Hong Kong Baptist College und ab 1973 am American English Language Institute in Taipeh auf Taiwan.
1973 veröffentlichte er eine erste Science-Fiction-Erzählung in dem SF-Magazin Analog. Ab 1976 war er Schriftsteller von Beruf. 1979 erschien sein erster SF-Roman Bander Snatch bei Bantam Books. Von 1979 bis 1983 war er Herausgeber bzw. Verleger der Zeitschrift EMPIRE: For The SF Writer in New Haven, Connecticut. Ab 1990 engagierte er sich bei der SFWA, dem amerikanischen Verband der Science-Fiction- und Fantasy-Autoren, zunächst als Vorsitzender der Jury und des Komitees für die Nebula Awards, dann als Geschäftsführer der SFWA-Vierteljahresschrift Bulletin (1994–1998) und schließlich als Vorsitzender des Beschwerdeausschusses (1998–2005). Für seine Arbeit für die SFWA wurde er 2005 und postum 2014 ausgezeichnet.
O’Donnell veröffentlichte insgesamt 10 Romane und über 70 Kurzgeschichten und Artikel. Zu nennen sind insbesondere der Debütroman Bander Snatch, Peter Nicholls zufolge eine eigentümliche Mischung von Pulp-Klischees und Originalität, in der ein Ghetto-Gangster mit telepathischen Fähigkeiten von diesen verantwortungsvollen Gebrauch zu machen lernt.
Der zweite Roman Mayflies (1979) erzählt aus der Perspektive des unsterblichen Kapitäns eines Generationenschiffes, der sich im Lauf der Zeit immer mehr von seinem Menschsein entfernt und die kurzlebigen Passagiere, die titelgebenden „Eintagsfliegen“, mit einer Mischung aus Mitleid und leichter Verachtung betrachtet. Mayflies wurde für den Locus Award nominiert.
Am bekanntesten ist wohl O’Donnells Tetralogie The Journeys of McGill Feighan. Feighan ist ein Flinger, das heißt, er ist in der Lage, Gegenstände, Personen und auch sich selbst überall hin zu teleportieren, wo er selbst schon einmal gewesen ist. Die Bücher erzählen in relativ leichtem Ton davon, wie der jugendliche Protagonist mit seinen Kräften umzugehen lernt und von seiner Suche nach einem fremden, gottähnlichen Wesen, das besondere Aufmerksamkeit für ihn zeigt.
Kurz vor seinem 62. Geburtstag starb O’Donnell 2012 an Lungenkrebs.

## Auszeichnungen
- 1987: Prix Litteraire Mannesmann Tally für die französische Übersetzung des Romans ORA:CLE
- 2005: SFWA Service Award für seine Arbeit bei der SFWA
- 2014: Service to SFWA Award, postume Auszeichnung in Anerkennung seiner Leistungen für die SFWA

## Bibliografie
The Journeys of McGill Feighan. Romanserie.
- 1 Caverns. 1981.
  - deutsch: Retzglaran. (= Knaur Science Fiction & Fantasy. #5813). 1985, ISBN 3-426-05813-8.
- 2 Reefs. 1981.
  - deutsch: Die Wasserwelt. (= Knaur Science Fiction & Fantasy. #5830). 1985, ISBN 3-426-05830-8.
- 3 Lava. 1982.
  - deutsch: Der Pflanzenmönch. (= Knaur Science Fiction & Fantasy. #5831). 1986, ISBN 3-426-05831-6.
- 4 Cliffs. 1986.

Romane
- Bander Snatch. 1979.
- Mayflies. 1979.
- War of Omission. 1982.
  - deutsch: Der Tisser-Krieg. (= Heyne SF&F. #5329). 1995, ISBN 3-453-08577-9.
- ORA:CLE. 1984.
- mit Mary Kittredge: The Shelter. 1987.
- Fire on the Border. 1990.
- als Mitautor unter dem Pseudonym Travis Tea: Atlanta Nights. 2005.

Kurzgeschichten
- The Hand is Quicker. 1973.
- The Tripper. 1975.
- Shattered Hopes, Broken Dreams. 1976.
- A Matter of Pride. 1976.
- Hunger on the Homestretch. 1976.
- Next Door Neighbor. 1976.
- In Xanadu. 1976.
- Low Grade Ore. 1977.
- The Night Callers. 1977.
- A Meeting of Minds. 1977.
  - deutsch: Die Achillesferse. In: Walter Spiegl (Hrsg.): Science-Fiction-Stories 80. (= Ullstein Science Fiction & Fantasy. #31010). Ullstein, 1980, ISBN 3-548-31010-9.
- Night Shift. 1977.
- Information Station Sabbath. 1977.
- mit A. L. Sirois: Listen to the Rain. 1978.
- The Gift of Prometheus. 1978.
  - deutsch: Ein Geschenk von Prometheus. In: Werner Fuchs (Hrsg.): Licht des Tages, Licht des Todes. (= Knaur Science Fiction & Fantasy. #5749). Droemer Knaur, 1982, ISBN 3-426-05749-2.
- The Looking Glass of the Law. 1978.
- Quinera 3. 1978.
- Do Not Go Gentle. 1978.
- Far from the Madding Crowd. 1978.
- Stalking the Timelines. 1978.
- Tunnels of the Minds. 1978.
- The Dead of Winter. 1979.
- Temple Guardian. 1979.
- Three Aliens. 1979.
- Old Friends. 1979.
- The Raindrop’s Rôle. 1979.
  - deutsch: Was vermag ein Regentropfen? In: Birgit Reß-Bohusch (Hrsg.): Isaac Asimovs Science Fiction Magazin 8. (= Heyne SF&F. #3776). 1980, ISBN 3-453-30677-5.
- Judo and the Art of Self-Government. 1980.
- Marchianna. 1980.
  - deutsch: Marchianna. In: H. J. Alpers (Hrsg.): Kopernikus 6. (= Moewig Science Fiction. #3575). Moewig, 1982, ISBN 3-8118-3575-0.
- mit Barry B. Longyear: Bloodsong. 1980.
- Tears for Emily. 1981.
- Younggold. 1981.
- Encroachment. 1982.
- mit A. L. Sirois: Oft in Offwana. 1983.
- Linehan Alone. 1984.
- Thy Neighbor’s Assets. 1985.
- Raccoons. 1986.
- Rock Garden. 1986.
- The Million Dollar Day. 1987.
- Fradero Goes Home. 1988.
- Alone and Lame in Diidekland. 1989.
- Future’s Puppet. 1989.
- Useful Life. 1989.
- A Question of Balance. 1990.
- The Important Things in Life. 1990.
- The Original Magic. 1990.
- The Pieces of the Puzzle. 1990.
- Crunch. 1991.
- Moss Under Bamboo: Twilight. 1992.
- Little Brother’s Turn to Watch. 1992.
- ’Saur Spot. 1993.
- An Appetite for Power. 1997.
- mit Denise Lee: The Boys from Bethlehem. 1998.

Sachliteratur
- The Electronic Money Machine. 1984.